# Filipe III da Macedónia
Filipe III Arrideu (Grego: Φίλιππος Αρριδαίος; ca. 359 a.C. — 25 de dezembro de 317 a.C.), rei da Macedônia de 10 de junho de 323 a.C. até sua morte,[carece de fontes?] era filho do rei Filipe II da Macedónia com uma cortesã de Lárissa, na Tessália, chamada Filina de Lárissa, e meio-irmão de Alexandre, o Grande. Chamado de Arrideu ao nascimento, assumiu o nome de Filipe ao subir ao trono. Ele se casou com Eurídice, filha de Amintas IV e de Cinane, filha de Filipe II.
No relato de Plutarco, tornou-se débil e epilético após uma tentativa de envenenamento por Olímpia do Epiro, esposa de Filipe II e mãe de Alexandre, que queria eliminar um possível rival de seu filho. Este episódio, no entanto, pode ser apenas um boato malicioso, já que não há evidência de que Olímpia realmente causou esta condição em seu afilhado. Alexandre o estimava muito, e o levou consigo em suas campanhas, tanto para proteger sua vida e para se assegurar de que ele não seria usado como peão em uma eventual disputa pelo trono.

## Reinado de Filipe II
Uma das brigas de Filipe e Alexandre foi motivada por um episódio relacionado a Arrideu: logo após Filipe ter se reconciliado com Alexandre, através da influência de Demarato de Corinto, Pidoxarus, sátrapa da Cária, tentou se aliar a Filipe, casando sua filha mais velha com Filipe Arrideu, meio-irmão mais velho de Alexandre. Alexandre, então, propôs a Pidoxarus que ele deveria ignorar seu irmão bastardo e tolo, e casar sua filha com ele. Filipe entrou no quarto de Alexandre, levando consigo um amigo de Alexandre, Filotas, filho de Parménio, e deu-lhe uma enorme bronca, pois Alexandre queria se tornar genro de um escravo de um rei bárbaro.

## Regência de Pérdicas
Após a morte prematura de Alexandre na Babilônia, Arrideu foi proclamado rei pelo exército macedônio na Ásia; acabou não passando, porém, de um mero testa-de-ferro, um títere nas mãos de poderosos generais que se sucederam; seu reinado e sua vida não perduraram muito tempo.
Logo após a morte de Alexandre, o Grande, Arrideu, meio-irmão de Alexandre, foi escolhido para ser seu sucessor no império, assumindo o nome de Filipe Arrideu mas ele tinha uma doença mental incurável, e Pérdicas, a quem Alexandre havia entregue seu anel quando morreu, foi escolhido como regente. Um dos que se opuseram à ascensão de Arrideu como rei foi Ptolemeu (o futuro Ptolemeu I Sóter, faraó do Egito), com os argumentos de que ele era filho de uma cortesã de Lárissa e de que ele era muito fraco.
Quando Pérdicas planejava se casar com Niceia, filha de Antípatro, ou com Cleópatra, filha de Olímpia, Cinane trouxe sua filha Adea, mais tarde chamada Eurídice, para que ela se casasse com Filipe Arrideu, mas Pérdicas e seu irmão Alcetas assassinaram Cinane, poucos dias após o casamento de Pérdicas com Niceia.
Houve tanta indignação na Macedônia pela morte de Cinane que o casamento acabou sendo feito, inclusive com a influência de Pérdicas. O assassinato de Cinane serviu para Antígono Monoftalmo, refugiado na Macedônia, junto de Antípatro e Crátero, revoltarem-se contra Pérdicas.

## Assassinato
Filipe Arrideu e sua esposa Eurídice foram assassinados a mando de Olímpia; Arrideu havia reinado por seis anos.
Segundo Jerônimo de Estridão, ele reinou por sete anos, de 324 a.C. a 317 a.C., sendo sucedido por Cassandro
Segundo Juniano Justino, Tessalônica da Macedônia, esposa de Cassandro, era filha de Filipe Arrideu; outras fontes citam Filipe II como o pai de Tessalônica.

## Possível túmulo e homenagens
O Sol de Vergina, o símbolo de uma estrela com dezesseis raios, foi encontrado em um túmulo de um rei da Macedónia,[carece de fontes?] segundo alguns historiadores, este é o túmulo de Filipe Arrideu.
A cratera de Arrideu, na Lua, foi batizada em sua homenagem.